# 金鸡沙水库
金鸡沙水库是中国陕西省榆林市靖边县境内的一座水库，位于红柳河上，建于1973年。水库正常库容为1100万立方米，集雨面积为205平方千米，海拔为1322.67米。